# ماتي باركر
ماتي باركر (بالإنجليزية: Mattie Parker) (من مواليد 9 نوفمبر 1983) هي سياسية أمريكية تشغل منصب عمدة مدينة فورت وورث بولاية تكساس منذ عام 2021. ولدت في هيكو، تكساس، وتخرجت من مدرسة هيكو الثانوية في عام 2002، ثم حصلت على شهادة البكالوريوس من جامعة تكساس في أوستن في عام 2006.